# Apollon musagète
Apollon musagète, noto anche come Apollo, è un balletto neoclassico in due quadri con musica di Igor' Fëdorovič Stravinskij composto fra il 1927 e il 1928.

## Storia
Nel 1927 la Library of Congress di Washington commissionò a Stravinskij un balletto per il Festival di Musica Contemporanea finanziato dalla Fondazione della mecenate americana Elizabeth Sprague Coolidge. Al musicista si richiedeva una composizione della durata di circa mezz'ora e per un ristretto numero di esecutori poiché il locale destinato alla rappresentazione era di piccole dimensioni; la scelta del soggetto era lasciata a Stravinskij così come le altre possibilità di ideazione musicale. Il lavoro fu composto a Nizza fra il mese di luglio del 1927 e il 20 gennaio 1928. La prima rappresentazione ebbe luogo a Washington con coreografia di Adolph Bolm e scene di Nicholas Remistoff il 27 aprile del 1928; gli interpreti principali furono Adolph Bolm, Ruth Page, Elise Reiman, Berenice Holmes. La prima esecuzione europea fu realizzata dai Balletti Russi di Djagilev a Parigi presso il Théâtre Sarah Bernhardt il 12 giugno 1928 con la coreografia di George Balanchine; questa fu la versione che portò il balletto al successo che lo accompagna da sempre. Il lavoro fu bene accolto da pubblico e critica superando addirittura le aspettative di Stravinskij in proposito. In Italia il balletto fu rappresentato per la prima volta nel settembre 1950 al Teatro La Fenice di Venezia in occasione del Festival di Musica Contemporanea.

### La coreografia di Balanchine
La prima rappresentazione europea dell'Apollon Musagète fu affidata da Stravinskij a Djagilev e ai suoi Ballets Russes; il coreografo prescelto fu George Balanchine. Della precedente coreografia di Adolph Bolm non si sa pressoché nulla, nemmeno Stravinskij ebbe mai l'occasione di vederla. Balanchine invece lavorò a stretto contatto col compositore col quale si intese subito su ogni aspetto essendo, oltre che ballerino, anche musicista. Egli realizzò una coreografia basata su passi accademici della danza classica in cui si riflette, però, oltre ai classici pregi di chiarezza e serenità, un'aderenza allo spirito e allo stile della danza contemporanea. Balanchine introdusse infatti elementi arditi nella coreografia con sollevamenti inusuali, atteggiamenti atletici ed elevazioni mai utilizzate prima unendo in pratica alla bellezza raffinata del classicismo il rigore e l'esattezza dei tempi moderni. L'interprete principale fu Serge Lifar nel ruolo di Apollo, Felia Doubrovska nel ruolo di Calliope, Lubov Tchernicheva nel ruolo di Polimnia e Alice Nikitina (sostituita nelle recite successive da Alexandra Danilova) in quello di Tersicore. Le scene e i costumi furono di André Bauchant che si attenne alle indicazioni di Stravinskij realizzando dei semplici tutù bianchi, seppure di una forma un po' speciale; le scene, invece, troppo spettacolari per l'idea di Stravinskij, furono in seguito semplificate dal coreografo riducendole a pochi elementi essenziali.  Le innumerevoli edizioni successive furono sempre eseguite partendo dalla versione creata da Balanchine; anche il prologo, riguardante il parto di Leto, venne successivamente eliminato e il titolo Apollon musagète modificato in Apollo.

## Il soggetto
A Delo Leto dà alla luce Apollo, figlio di Zeus. Due dee servitrici lo lavano, lo fasciano e gli impongono una cintura d'oro. Il dio appena nato è già adulto, si libera dalle strette fasce, riceve in dono un liuto offertogli dalle due dee, simbolo della sua futura grandezza musicale, e viene scortato verso l'Olimpo. Nel secondo quadro entrano in scena le tre muse, Calliope, Polimnia e Tersicore, che danzano con Apollo. Nella Variation de Calliope la musa, che rappresenta la poesia, riceve in dono da Apollo lo stilo e le tavole, simboli della poesia e della metrica. Nella seguente Variation de Polymnie, la musa si presenta con un dito sulla bocca poiché simboleggia il silenzio eloquente dell'arte mimica e ottiene in dono una maschera. Nella Variation de Terpsichore la terza musa "che unisce in sé i ritmi della poesia e l'eloquenza del gesto, rivela al mondo la danza" e riceve in omaggio una lira assumendo il posto d'onore al fianco di Apollo. Il balletto si chiude con l'Apothéose in cui il dio conduce le muse, con Tersicore in testa, verso il monte Parnaso, il luogo che dovrà essere, d'ora in poi, la loro dimora.

## Il balletto

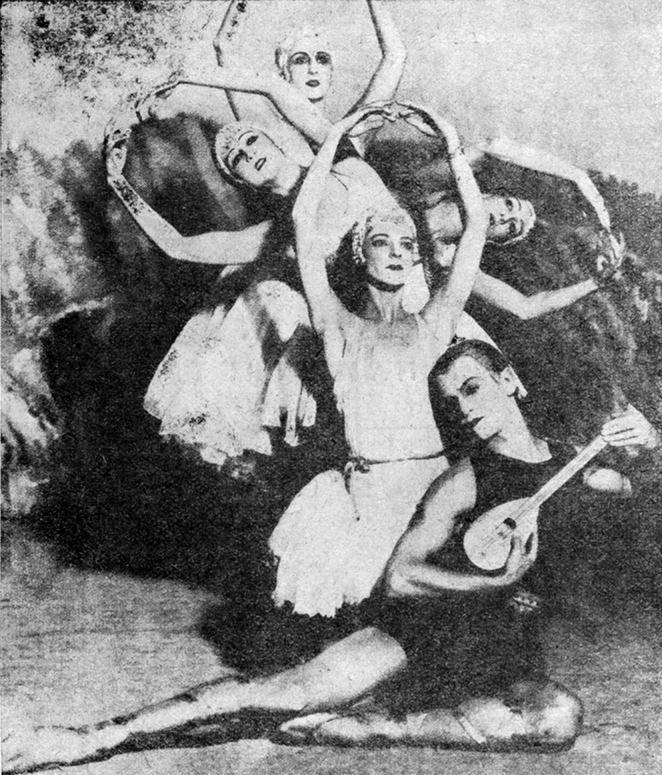
Fotografia dei Balletti russi per la prima esecuzione parigina (1928). Serge Lifar, Danilova, Chernysheva, Dubrovska, Petrova.

PersonaggiApollo, le tre muse: Calliope, Polimnia e Tersicore, Leto e le due dee.
TemaApollo musagète (guida delle muse) istruisce e conduce le muse al Monte Parnasso.

### Quadro primo
- Prologue: Naissance d'Apollon

### Quadro secondo
- Variation d'Apollon
- Pas d'action (Apollo e le tre muse)
- Variation de Calliope (l'Alexandrin)
- Variation de Polymnie
- Variation de Terpsichore
- Variation d'Apollon
- Pas de deux (Apollon et Terpsichore)
- Coda
- Apothèose

## Analisi
Tra le forme musicali del passato la predilezione di Stravinskij va senz'altro al balletto classico, predilezione che ha la sua origine nel suo amore per Pëtr Il'ič Čajkovskij, ma che è motivata soprattutto dalla sua aspirazione a una disciplina e un'armonia superiori. Egli scrive: "il balletto classico...nella sua stessa essenza, per la bellezza del suo ordine e il rigore aristocratico delle sue forme, risponde come meglio non si potrebbe alla mia concezione dell'arte". La richiesta fattagli dalla Library of Congress permetteva finalmente al compositore di realizzare un progetto a cui pensava da tempo e cioè scrivere "un balletto ispirato a qualche momento o episodio della mitologia greca, la cui plasticità avrebbe dovuto essere trasfigurata dalla danza cosiddetta classica". L'opera, però, non vuole rifarsi alla Grecia del periodo classico da cui è, in fondo, assai lontana. Il tema antico è visto attraverso il XVII secolo francese ed è quindi ulteriormente filtrato dalla lucida personalità stravinskiana; il balletto è quello del secolo di Luigi XIV con le sue figure mitologiche dagli aspetti eleganti e convenzionali e con la musica di Jean-Baptiste Lully. L'opera assume un valore di archetipo, non è più "un ballet sur un sujet de l'antiquité, mais le ballet mythologique du grand siècle"

### La musica
Apollon Musagète non è altro che una suite di danze per orchestra d'archi e può essere considerato come un concerto grosso o anche una sinfonia nel senso più classico del termine. Infatti qui il soggetto è solo di supporto alla struttura musicale che è in realtà autonoma e che può, quindi, anche fare a meno della rappresentazione scenica. L'aspetto musicale predominante in quest'opera è quello melodico, tanto da far passare in secondo piano sia l'armonia sia il ritmo. Le linee melodiche sono diatoniche e l'orchestra di soli archi ha qui il compito essenziale, soprattutto con la voce più acuta, di mettere in risalto la cantabilità e lo sviluppo della melodia. Stravinskij riteneva giusto e opportuno ritornare allo sviluppo di questo elemento poiché, secondo lui, si era ormai perduto «il gusto della melodia come valore intrinseco». Il diatonicismo dei temi dell'Apollon riflette chiaramente l'assenza di conflitto nell'azione; anche nel ritmo l'intenzione del compositore è quella di procedere sempre per somiglianza e mai per contrasto; non vi è mai conflitto, infatti, tra ritmi differenti e nessun utilizzo della poliritmia. Il ritmo qui è semplificato in modo estremo, le misure sono essenzialmente a tre o a quattro e in esse l'equilibrio non viene mai interrotto, ottenendo in tal modo un senso di grande calma e compostezza. L'unica preziosità si riscontra nella Variation de Calliope dove l'alessandrino, ispirato a un verso di Nicolas Boileau, oltre a caratterizzare la musa della poesia, sta a indicare che la cesura classica di questo metro, sei più sei, è trasportata nella musica; la melodia formata da dodici note è infatti divisa con una cesura di due gruppi di sei piedi giambici. Tutto nell'Apollon Musagète è pervaso di calma e compostezza; qui Stravinskij, in contrasto con molte sue opere precedenti, riafferma pienamente il valore dell'armonia tradizionale; le rarissime dissonanze quasi non si notano e servono solo a esautorare qualsiasi tensione tonale delle armonie come nell'accordo che nel Prologo caratterizza la nascita di Apollo. In quest'opera i procedimenti politonali sono rarissimi; l'accordo perfetto qui regna sovrano, conferendo una sensazione di staticità a tutta la partitura. L'uso pressoché esclusivo del modo maggiore contribuisce al carattere di serenità e calma del pezzo; l'unico momento in cui questa tranquillità si offusca è nell'Apoteosi finale scritta infatti in Si minore.

## Strumentazione
L'orchestra di soli archi è formata da un sestetto ottenuto aggiungendo la parte dei secondi violoncelli ai primi e secondi violini, viole, violoncelli e contrabbassi; ognuna di queste parti ha un compito nettamente definito in quanto la strumentazione non ha qui valore di per sé, ma è sempre in funzione della melodia. La scrittura diatonica e il carattere spoglio del balletto avevano d'altronde portato Stravinskij a scartare l'orchestra abituale, troppo eterogenea.

## Edizioni successive e altre versioni coreografiche

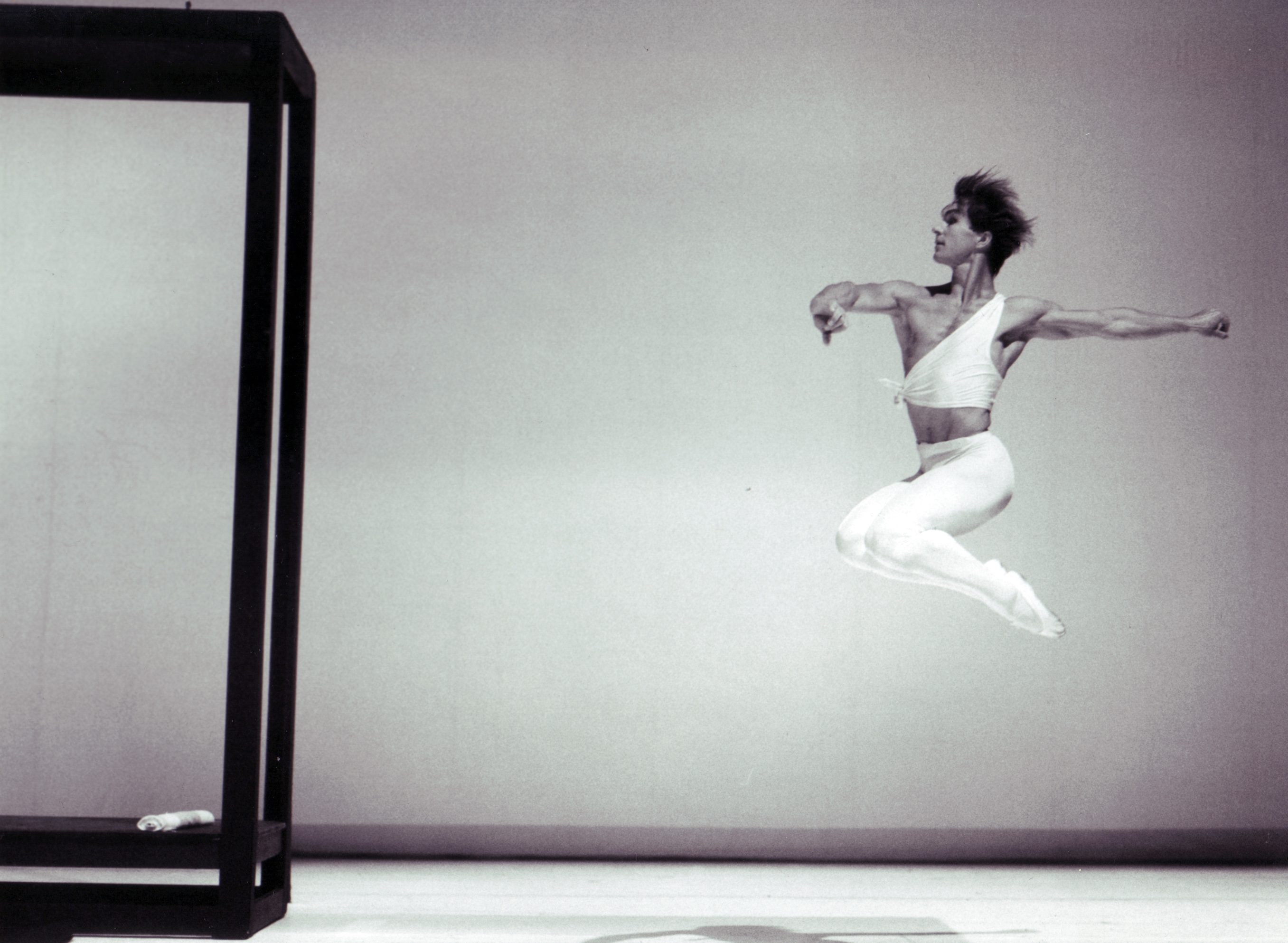
Falco Kapuste in Apollon musagète, 1978

Il balletto creato da Balanchine fu ripreso innumerevoli volte in tutto il mondo.
- Nel 1931 dal Royal Danish Ballet
- L'American Ballet Theatre nel 1937 a New York, a Rio de Janeiro e a Buenos Aires, poi nel 1943 ancora a New York al Metropolitan Opera House e nel 1947 all'Opéra di Parigi
- Il New York City Ballet il 15 novembre 1951 a New York presso il City Center of Music and Drama e in Italia il 1º agosto 1991 a Vicenza al Teatro Roma
- Il Royal Ballet il 15 novembre 1966 alla Royal Opera House con Donald MacLeary (Apollo), Vyvyan Lorraine, Monica Mason e Georgina Parkinson nei ruoli delle muse
- L'Australian Ballet il 3 maggio 1991 con la supervisione di Karin von Aroldingen
- il Birmingham Royal Ballet il 24 settembre 2003 presso il Birmingham Hippodrome

Altri coreografi si cimentarono in nuove versioni del balletto di Stravinskij; Aurel Milloss mise in scena l'Apollon Musagète a Roma presso il Teatro delle Arti il 18 aprile 1941; Tatjana Gsovsky a Berlino nel 1951; Yvonne Georgi a Hannover nel 1955; Charles Lisner nel 1962 con il Queensland Ballet; Virgilio Sieni a Torino con il Balletto di Toscana il 18 giugno 1989. Nessuna altra realizzazione è però riuscita mai a competere con quella creata da Balanchine nel 1928.